# Aeroportul Caen – Carpiquet
Aeroportul Caen – Carpiquet (IATA: CFR, ICAO: LFRK) este un aeroport din Carpiquet, Calvados, Normandia (regiune administrativă), Franța metropolitană, Franța ce deservește zona Caen. Aeroportul a fost tranzitat în 2022 de 301.395 de pasageri. A fost deschis în 1938 și numit după zona deservită.
Situat la o altitudine de 78 m, aeroportul dispune de 3 piste.

## Infrastructură

### Piste
Eroare Lua în Modul:Runway la linia 21: attempt to concatenate local 'surface' (a nil value)